# 安德烈·鲁坚科
安德烈·尤里耶维奇·鲁坚科（俄语：Андрей Юрьевич Руденко，1962年9月24日—），俄罗斯外交官，现任俄罗斯外交部副部长，1985年毕业于莫斯科国立国际关系学院后开始在外交部工作，掌握英语和中文。2011年至2016年任俄罗斯驻欧洲安全与合作组织副代表，2019年9月19日任俄罗斯外交部副部长。2022年俄罗斯入侵乌克兰后，担任俄乌和平谈判俄罗斯代表。